# Katalin Kovács
Katalin Kovács   (Budapest, 29 de febrer de 1976) és una piraguista hongaresa, ja retirada, considerada una de les millors del món i guanyadora de 8 medalles olímpiques i 40 medalles mundialistes i 48 europees.

## Carrera esportiva
Va participar, als 24 anys, en els Jocs Olímpics d'Estiu de 2000 realitzats a Sydney (Austràlia), on aconseguí guanyar dues medalles de plata en les proves de K-2 500 metres, al costat de Szilvia Szabó, i en el K-4 500 metres.
En els Jocs Olímpics d'Estiu de 2004 realitzats a Atenes (Grècia) aconseguí guanyar dues noves medalles, la medalla d'or en la prova de K-2 500 metres, al costat de Natasa Janics, i la medalla de plata en la prova de K-4 50 metres.
En els Jocs Olímpics d'Estiu de 2008 realitzats a Pequín (Xina) aconseguí guanyar dues noves medalla, la medalla d'or en la prova de K-2 500 metres al costat de Janics i una nova medalla de plata en la prova del K-4 500 metres, a més de finalitzar quarta en la prova del K-1 500 metres femení aconseguint així un diploma olímpic.
En els Jocs Olímpics d'Estiu de 2012 celebrats a Londres (Regne Unit) aconseguí guanyar dues noves medalles: la medalla d'or en la prova de K-4 500 metres i la medalla de plata en la prova de K-2 500 metres.
Al llarg de la seva carrera ha guanyat 40 medalles en el Campionat del Món de piragüisme, un rècord igualat amb Birgit Fischer, entre elles 30 medalles d'or, set de plata i tres de bronze; i quaranta-vuit medalles en el Campionat d'Europa de piragüisme, 29 d'or, 17 de plata i 3 de bronze.